# Coppa della Germania Est 1985-1986
La Coppa della Germania Est 1985-86 fu la trentacinquesima edizione della competizione.

## Turno di qualificazione
| Squadra 1         | Risultato | Squadra 2     |
| ----------------- | --------- | ------------- |
| Robotron Sömmerda | 1 - 2     | Chemie Wolfen |

| Sömmerda 10 agosto 1985 Qualifikation | Robotron Sömmerda | 1 – 2 referto | Chemie Wolfen | Kurt-Neubert-Sportpark |

## 1º Turno
| Squadra 1                       | Risultato       | Squadra 2                           |
| ------------------------------- | --------------- | ----------------------------------- |
| Rot-Weiß Erfurt II              | 1 - 0           | Chemie Buna Schkopau                |
| Chemie Böhlen                   | 3 - 2           | Aktivist Brieske-Senftenberg        |
| Rotation Berlin                 | 5 - 0           | Chemie Halle                        |
| Dynamo Eisleben                 | 4 - 1           | Glückauf Sondershausen              |
| Energie Cottbus                 | 1 - 0           | Vorwärts Francoforte                |
| Eisenhüttenstädter Stahl        | 0 - 2           | Dinamo Dresda II                    |
| Chemie Markkleeberg             | 0 - 3           | Magdeburgo                          |
| Vorwärts Stralsund              | 1 - 0           | Bau Rostock                         |
| Wismut Gera                     | 0 - 0 (4-3 dtr) | Chemie Lipsia                       |
| Motor Grimma                    | 2 - 1           | Stahl Riesa                         |
| Motor Karl-Marx-Stadt           | 2 - 1 (dts)     | Motor Babelsberg                    |
| Motor Nordhausen                | 2 - 0           | Vorwärts Dessau                     |
| Kali Werra Tiefenort            | 0 - 1           | Carl Zeiss Jena II                  |
| Aufbau Krumhermersdorf          | 0 - 3           | Wismut Aue                          |
| ISG Schwerin                    | 2 - 3           | Stahl Brandeburgo                   |
| Post Neubrandenburg             | 2 - 3           | BFC Dynamo II                       |
| Chemie Ilmenau                  | 0 - 2           | Rot-Weiß Erfurt                     |
| Vorwärts Hagenow                | 0 - 4           | Hansa Rostock                       |
| Schiffahrt/Hafen Rostock II     | 0 - 3           | Dynamo Schwerin                     |
| Babelsberg II                   | 2 - 4           | Schiffahrt/Hafen                    |
| Lok/Armaturen Prenzlau          | 0 - 8           | BFC Dynamo                          |
| Stahl Blankenburg               | 0 - 7           | Lokomotive Lipsia                   |
| Stahl Nordwest Leipzig          | 0 - 7           | Sachsenring Zwickau                 |
| Motor Werdau                    | 0 - 10          | Dinamo Dresda                       |
| Hallescher II                   | 4 - 1           | Dynamo Fürstenwalde                 |
| Fortschritt Weida               | 2 - 3           | Karl-Marx-Stadt                     |
| Motor Eberswalde                | 1 - 2           | Union Berlino                       |
| Motor Eisenach                  | 1 - 2           | Carl Zeiss Jena                     |
| Fortschritt Kirschau            | 1 - 2           | Aktivist Schwarze Pumpe Hoyerswerda |
| Aktivist Brieske-Senftenberg II | 0 - 2           | Fortschritt Bischofswerda           |
| Union Berlino II                | 4 - 1           | Vorwärts Francoforte sull'Oder II   |
| Chemie Wolfen                   | 0 - 1           | Motor Suhl                          |

| Arbitro: | Manfred Gerber |

|             |           |  |
| Brückner 4’ | Marcatori |  |

| Arbitro: | Gerd Schukat |

|                                        |           |                          |
| Engelmann 7’ Kugler 55’ Havenstein 88’ | Marcatori | 16’ Schuppan 89’ Richter |

| Arbitro: | Klaus Scheurell |

|                                                    |           |  |
| Szangolies 5’ Randt 27’, 90’ Riecke 29’ Schure 38’ | Marcatori |  |

| Arbitro: | Manfred Roßner |

|                                        |           |             |
| Hartmann 20’, 26’, 53’ Auffenbauer 56’ | Marcatori | 57’ Hartung |

| Arbitro: | Wieland Ziller |

|            |           |  |
| Wawrok 56’ | Marcatori |  |

| Arbitro: | Steffen Misdziol |

|  |           |                 |
|  | Marcatori | 31’, 50’ Rüster |

| Arbitro: | Adolf Prokop |

|  |           |                                            |
|  | Marcatori | 15’ (rig.) Steinbach 25’ Halata 86’ Wuckel |

| Arbitro: | Hans-Joachim Ladwig |

|                   |           |  |
| Gärtig 44’ (rig.) | Marcatori |  |

| Arbitro: | Peter Müller |

|                                           |                      |                                          |
| Neuber Reichmann Böttner Barcal Heuschkel | Tiri di rigore 4 – 3 | Werner Schleier Scholz Winkler Stieglitz |

| Arbitro: | Günther Habermann |

|                        |           |                   |
| Pannicke 57’ Klein 61’ | Marcatori | 33’ (rig.) Winkel |

| Arbitro: | Klaus Hagen |

|                       |           |            |
| Ihle 103’ Henker 107’ | Marcatori | 99’ Schulz |

| Arbitro: | Thomas Eßbach |

|                |           |  |
| Demme 37’, 60’ | Marcatori |  |

| Arbitro: | Gerhard Demme |

|  |           |               |
|  | Marcatori | 51’ Pittelkow |

| Arbitro: | Klaus Peschel |

|  |           |                           |
|  | Marcatori | 74’ Krauß 80’, 88’ Mothes |

| Arbitro: | Bernd Heynemann |

|                        |           |                               |
| Jürgens 4’, 79’ (rig.) | Marcatori | 2’, 61’ Schoknecht 52’ Pahlke |

| Arbitro: | Frank Fleske |

|                         |           |                                    |
| Aepinus 25’ Peitsch 53’ | Marcatori | 40’ Hirsch 75’, 81’ (rig.) Küttner |

| Arbitro: | Hans-Jürgen Bußhardt |

|  |           |                        |
|  | Marcatori | 28’ Romstedt 89’ Kinne |

| Arbitro: | Norbert Haupt |

|  |           |                                                 |
|  | Marcatori | 53’ Jarohs 62’, 87’ Bullerjahn 67’ Babendererde |

| Arbitro: | Rainer Chachulski |

|  |           |                                   |
|  | Marcatori | 33’ Hollnagel 39’, 84’ Pietrusska |

| Arbitro: | Gerhard Mewes |

|                       |           |                                          |
| Riegel 14’ Sommer 41’ | Marcatori | 6’, 34’ Schlesinger 7’ Pönisch 43’ Klatt |

| Arbitro: | Siegfried Kirschen |

|  |           |                                                                       |
|  | Marcatori | 4’ Backs 13’, 44’ Trieloff 37’, 61’, 83’ Pastor 48’ Voß 59’ Terletzki |

| Arbitro: | Günter Supp |

|  |           |                                                                  |
|  | Marcatori | 31’ Liebers 36’ Baum 48’, 51’, 57’, 70’ Kühn 83’ (rig.) Zötzsche |

| Arbitro: | Bernd Stumpf |

|  |           |                                                                                |
|  | Marcatori | 12’ Babik 19’ Schykowski 27’, 52’ Schneider 29’ Keller 49’ Langer 60’ Schlicke |

| Arbitro: | Klaus-Dieter Stenzel |

|  |           |                                                                                                   |
|  | Marcatori | 6’, 55’, 73’, 90’ Sammer 10’ Minge 19’ (rig.), 77’ (rig.) Häfner 34’, 83’ Pilz 61’ (aut.) Stephan |

| Arbitro: | Matthias Müller |

|                                                |           |             |
| Wüllbier 53’ Georgi 58’ (rig.), 73’ Radtke 70’ | Marcatori | 4’ Kaehlitz |

| Arbitro: | Karl-Heinz Gläser |

|                |           |                                             |
| Lauke 65’, 85’ | Marcatori | 9’ Bemme 19’ Persigehl 61’ (rig.) Glowatzky |

| Arbitro: | Wolfgang Henning |

|           |           |                         |
| Fritz 53’ | Marcatori | 24’ Enzmann 72’ Sirocks |

| Arbitro: | Manfred Bahrs |

|           |           |               |
| Weber 53’ | Marcatori | 24’, 88’ Raab |

| Arbitro: | Wilfried Trexler |

|            |           |                          |
| Eisolt 71’ | Marcatori | 68’ Jenter 89’ Schneider |

| Arbitro: | Wolfgang Schneider |

|  |           |                                 |
|  | Marcatori | 34’ Schiemann 44’ (rig.) Merkel |

| Arbitro: | Harald Schenk |

|                                                         |           |            |
| Roßdeutscher 8’ Unglaube 18’ Kampfhenkel 66’ Rother 82’ | Marcatori | 73’ Schulz |

| Arbitro: | Reinhard Purz |

|  |           |           |
|  | Marcatori | 81’ Kurth |

## 2º Turno
| Squadra 1                           | Risultato       | Squadra 2           |
| ----------------------------------- | --------------- | ------------------- |
| Aktivist Schwarze Pumpe Hoyerswerda | 0 - 9           | Lokomotive Lipsia   |
| Wismut Gera                         | 1 - 4           | Carl Zeiss Jena     |
| Rotation Berlin                     | 1 - 4           | Union Berlino       |
| Motor Grimma                        | 2 - 7           | Dinamo Dresda       |
| Vorwärts Stralsund                  | 4 - 2 (dts)     | Sachsenring Zwickau |
| Motor Suhl                          | 2 - 3           | BFC Dynamo          |
| Dinamo Dresda II                    | 2 - 0           | BFC Dynamo II       |
| Hallescher II                       | 4 - 1           | Rot-Weiß Erfurt II  |
| Motor Nordhausen                    | 3 - 1           | Carl Zeiss Jena II  |
| Union Berlino II                    | 2 - 1           | Dynamo Schwerin     |
| Chemie Böhlen                       | 3 - 0           | Stahl Brandeburgo   |
| Energie Cottbus                     | 0 - 5           | Rot-Weiß Erfurt     |
| Schiffahrt/Hafen                    | 4 - 2 (dts)     | Wismut Aue          |
| Motor Karl-Marx-Stadt               | 0 - 1           | Hansa Rostock       |
| Dynamo Eisleben                     | 3 - 3 (2-4 dtr) | Magdeburgo          |
| Fortschritt Bischofswerda           | 1 - 2           | Karl-Marx-Stadt     |

| Arbitro: | Peter Müller |

|  |           |                                                                                   |
|  | Marcatori | 18’, 51’ Altmann 25’, 61’ Baum 34’ (rig.) Zötzsche 43’, 79’ Kühn 55’, 88’ Richter |

| Arbitro: | Wieland Ziller |

|               |           |                                            |
| Heuschkel 84’ | Marcatori | 26’ Bielau 51’, 62’ Böger 83’ (rig.) Weise |

| Arbitro: | Klaus Peschel |

|              |           |                                                        |
| Kaminski 23’ | Marcatori | 35’ Seier 57’ (rig.) Sträßer 74’ Borchardt 89’ Riedtke |

| Arbitro: | Adolf Prokop |

|                                   |           |                                                        |
| Blankenburg 55’ (rig.) Hunger 61’ | Marcatori | 10’, 36’ Losert 13’, 75’ Kirsten 16’, 26’, 85’ Stübner |

| Arbitro: | Norbert Haupt |

|                                               |           |                                 |
| Gärtig 56’, 70’ Boguslawski 93’ Humboldt 117’ | Marcatori | 47’ Schneider 76’ (rig.) Langer |

| Arbitro: | Matthias Müller |

|                  |           |                         |
| Ullrich 70’, 85’ | Marcatori | 12’, 64’ Pastor 57’ Voß |

| Arbitro: | Bernd Stumpf |

|                |           |  |
| Vogel 33’, 41’ | Marcatori |  |

| Arbitro: | Reinhard Purz |

|                                          |           |               |
| Krostitz 10’, 87’ Michel 33’, 75’ (rig.) | Marcatori | 63’ Schirlitz |

| Arbitro: | Manfred Bahrs |

|                                  |           |            |
| Demme 32’, 74’ (rig.) Müller 81’ | Marcatori | 50’ Penzel |

| Arbitro: | Wolfgang Henning |

|                                    |           |                |
| Roßdeutscher 16’ Rother 82’ (rig.) | Marcatori | 58’ Pietrusska |

| Arbitro: | Karl-Heinz Gläser |

|                         |           |  |
| Engelmann 63’, 81’, 85’ | Marcatori |  |

| Arbitro: | Klaus Hagen |

|  |           |                                                 |
|  | Marcatori | 20’, 87’ Kinne 33’ Heun 43’ Romstedt 69’ Döring |

| Arbitro: | Klaus Scheurell |

|                                              |           |                       |
| Susa 17’, 112’ (rig.) Gaede 78’ Niehoff 100’ | Marcatori | 23’ Bauer 86’ Pietsch |

| Arbitro: | Günter Supp |

|  |           |             |
|  | Marcatori | 46’ Pinkohs |

| Arbitro: | Hans-Jürgen Bußhardt |

|                                 |                      |                                           |
| Auffenbauer 35’ Wels 102’, 115’ | Marcatori            | 57’ Rother 98’ (rig.), 118’ (rig.) Halata |
| Schmidt Romanowsky Gareis Broz  | Tiri di rigore 2 – 4 | Halata Wittke Wuckel Schößler Stahmann    |

| Arbitro: | Klaus-Dieter Stenzel |

|              |           |                          |
| Gräulich 15’ | Marcatori | 23’ Persigehl 89’ Müller |

## Ottavi
| Squadra 1         | Totale      | Squadra 2          | Andata | Ritorno     |
| ----------------- | ----------- | ------------------ | ------ | ----------- |
| Lokomotive Lipsia | 7 - 1       | Vorwärts Stralsund | 5 - 1  | 2 - 0       |
| BFC Dynamo        | 4 - 2       | Rot-Weiß Erfurt    | 2 - 0  | 2 - 2 (dts) |
| Carl Zeiss Jena   | 5 - 2       | Dinamo Dresda II   | 3 - 1  | 2 - 1       |
| Karl-Marx-Stadt   | 4 - 1       | Chemie Böhlen      | 2 - 0  | 2 - 1       |
| Union Berlino     | 6 - 3       | Magdeburgo         | 4 - 1  | 2 - 2       |
| Schiffahrt/Hafen  | 2 - 2 (gfc) | Motor Nordhausen   | 1 - 2  | 1 - 0       |
| Hallescher II     | 3 - 6       | Hansa Rostock      | 1 - 4  | 2 - 2       |
| Dinamo Dresda     | 8 - 3       | Union Berlino II   | 4 - 1  | 4 - 2       |

### andata
| Arbitro: | Siegfried Kirschen |

|                                                   |           |           |
| Kühn 24’ Moldt 39’ Altmann 46’, 80’ Marschall 67’ | Marcatori | 15’ Hanke |

| Arbitro: | Klaus Scheurell |

|                     |           |  |
| Pastor 30’ Thom 82’ | Marcatori |  |

| Arbitro: | Klaus-Dieter Stenzel |

|                                   |           |           |
| Lesser 35’ Brauer 67’ Peschke 87’ | Marcatori | 41’ Vogel |

| Arbitro: | Günther Habermann |

|                             |           |  |
| Persigehl 19’ Glowatzky 55’ | Marcatori |  |

| Arbitro: | Wolfgang Henning |

|                                     |           |            |
| Lahn 8’ Sträßer 49’ Hovest 53’, 85’ | Marcatori | 11’ Wuckel |

| Arbitro: | Norbert Haupt |

|             |           |                          |
| Kaschke 88’ | Marcatori | 24’ Demme 72’ Aschentrup |

| Arbitro: | Manfred Bahrs |

|            |           |                                           |
| Scholz 44’ | Marcatori | 5’ Schulz 32’ Bullerjahn 85’, 89’ Schlünz |

| Arbitro: | Thomas Eßbach |

|                                             |           |            |
| Pilz 48’ Häfner 58’ (rig.) Stübner 78’, 88’ | Marcatori | 31’ Rother |

### ritorno
| Arbitro: | Adolf Prokop |

|              |           |                        |
| Protzner 54’ | Marcatori | 11’ Ludwig 56’ Meixner |

| Arbitro: | Peter Müller |

|              |           |                             |
| Woellner 12’ | Marcatori | 67’ Persigehl 83’ Glowatzky |

| Arbitro: | Bernd Stumpf |

|                        |           |                                  |
| Halata 2’ Stahmann 63’ | Marcatori | 12’ (rig.) Sträßer 65’ Borchardt |

| Arbitro: | Norbert Haupt |

|  |           |           |
|  | Marcatori | 75’ Klatt |

| Arbitro: | Klaus Peschel |

|  |           |                         |
|  | Marcatori | 13’ Richter 73’ Liebers |

| Arbitro: | Siegfried Kirschen |

|                         |           |                      |
| Weidemann 35’ Busse 60’ | Marcatori | 107’ Ernst 113’ Thom |

| Arbitro: | Klaus Hagen |

|                            |           |                                |
| Schulz 22’ (rig.) Doll 37’ | Marcatori | 15’ Steinke 29’ (rig.) Helling |

| Arbitro: | Hans-Jürgen Bußhardt |

|                                  |           |                                                    |
| Döschner 26’ (aut.) Kimmritz 38’ | Marcatori | 25’ Minge 30’ Dörner 65’ Kirsten 75’ (aut.) Petsch |

## Quarti
| Squadra 1         | Totale | Squadra 2        | Andata | Ritorno         |
| ----------------- | ------ | ---------------- | ------ | --------------- |
| BFC Dynamo        | 8 - 3  | Hansa Rostock    | 5 - 1  | 3 - 2           |
| Lokomotive Lipsia | 0 - 0  | Carl Zeiss Jena  | 0 - 0  | 0 - 0 (4-2 dtr) |
| Karl-Marx-Stadt   | 3 - 5  | Dinamo Dresda    | 2 - 0  | 1 - 5 (dts)     |
| Union Berlino     | 4 - 2  | Motor Nordhausen | 3 - 0  | 1 - 2           |

### andata
| Arbitro: | Manfred Bahrs |

|                                              |           |               |
| Thom 10’, 26’ Rohde 33’ Ernst 36’ Pastor 71’ | Marcatori | 5’ Bullerjahn |

| Lipsia 7 dicembre 1985 Quarti di finale | Lokomotive Lipsia | 0 – 0 referto | Carl Zeiss Jena | Bruno-Plache-Stadion (4.000 spett.)\| Arbitro: \| Wolfgang Henning \| |
| Arbitro:                                | Wolfgang Henning  |               |                 |                                                                       |

| Arbitro: | Siegfried Kirschen |

|                         |           |  |
| Müller 4’ Persigehl 85’ | Marcatori |  |

| Arbitro: | Klaus Peschel |

|                                 |           |  |
| Probst 6’ Seier 66’ Sträßer 81’ | Marcatori |  |

### ritorno
| Arbitro: | Klaus Scheurell |

|                |           |                           |
| Schlünz 3’, 8’ | Marcatori | 30’ Küttner 47’, 60’ Thom |

| Arbitro: | Bernd Heynemann |

|                                    |                      |                                   |
| Raab Zimmermann Peschke Schmiecher | Tiri di rigore 2 – 4 | Zötzsche Lindner Marschall Kracht |

| Arbitro: | Adolf Prokop |

|                                                              |           |          |
| Sammer 26’ Trautmann 90’ Pilz 95’ Lippmann 109’ Büttner 120’ | Marcatori | 118’ Heß |

| Arbitro: | Günter Supp |

|                    |           |           |
| Reuß 23’ Kunze 64’ | Marcatori | 80’ Seier |

## Semifinali
| Squadra 1     | Totale      | Squadra 2         | Andata | Ritorno |
| ------------- | ----------- | ----------------- | ------ | ------- |
| BFC Dynamo    | 5 - 5 (gfc) | Lokomotive Lipsia | 4 - 2  | 1 - 3   |
| Union Berlino | 5 - 5 (gfc) | Dinamo Dresda     | 1 - 2  | 4 - 3   |

### andata
| Arbitro: | Wieland Ziller |

|                                           |           |                                 |
| Backs 3’ Ernst 27’, 43’ Pastor 66’ (rig.) | Marcatori | 63’ (rig.), 75’ (rig.) Zötzsche |

| Arbitro: | Karl-Heinz Gläser |

|                    |           |                      |
| Sträßer 74’ (rig.) | Marcatori | 2’ Minge 57’ Kirsten |

### ritorno
| Arbitro: | Siegfried Kirschen |

|                                          |           |            |
| Kühn 23’ Zötzsche 26’ (rig.) Richter 49’ | Marcatori | 87’ Pastor |

| Arbitro: | Adolf Prokop |

|                                     |           |                                                       |
| Döschner 11’ (rig.), 52’ Sammer 43’ | Marcatori | 27’ (aut.) Dörner 63’ Sträßer 68’ Probst 73’ Unglaube |

## Finale
| Squadra 1         | Risultato | Squadra 2     |
| ----------------- | --------- | ------------- |
| Lokomotive Lipsia | 5 - 1     | Union Berlino |

| Arbitro: | Klaus Peschel (Radebeul) |

| |              | |
| Altmann 32’ Zötzsche 50’ Richter 65’, 85’, 88’ | Marcatori    | 80’ Probst |
| René Müller Ronald Kreer Torsten Kracht Frank Baum Uwe Zötzsche Matthias Liebers Uwe Bredow Wolfgang Altmann Hans-Jörg Leitzke Dieter Kühn Hans Richter | Formazioni   | Wolfgang Matthies Holger Sattler Ralph Probst Dirk Koenen Ingolf Weniger Marco Roßdeutscher Heiko Lahn Olaf Seier Olaf Reinhold René Unglaube Ralf Sträßer |
| Lutz Moldt Olaf Marschall | Sostituzioni | Lutz Hendel Uwe Borchardt |
| Hans-Ulrich Thomale | Allenatori   | Karl Schäffner |

## Campioni
| Coppa della Germania Est 1985-86 |
| -------------------------------- |
| Lokomotive Lipsia Terzo titolo   |